# Салхи, Абделькадер
Абделькадер Салхи (араб. عبد القادر صالحي‎; 19 марта 1993, Эш-Шелифф) — алжирский футболист, вратарь. Выступал за сборную Алжира.

## Клубная карьера
Абделькадер Салхи начинал свою карьеру футболиста в алжирском клубе «АСО Шлеф». 3 сентября 2013 года он дебютировал в алжирской Лиге 1, заменив в самой концовке гостевого поединка против команды «ЖСМ Беджая» травмированного голкипера Амару Даифа. В следующем туре Салхи провёл уже полноценный матч, отстояв домашний матч с клубом «РК Арбаа» на ноль. В середине июля 2016 года он на правах аренды перешёл в клуб Лиги 1 «Белуиздад», «АСО Шлеф» к тому времени уже год выступал в алжирской Лиге 2.

## Карьера в сборной
В составе молодёжной сборной Алжира Абделькадер Салхи стал вторым на чемпионате Африки среди молодёжных команд 2015 года в Сенегале, где он защищал ворота во всех пяти матчах своей команды.
Абделькадер Салхи был включён в состав олимпийской сборной Алжира играл на футбольный турнир Олимпийских игр 2016 года в Рио-де-Жанейро. Однако он был резервным вратарём, и на поле ему выйти не довелось.